# María Amalia de Brandeburgo
María Amalia de Brandeburgo-Schwedt (26 de noviembre de 1670 en Cölln - 17 de noviembre de 1739 en el Castillo de Bertholdsburg en Schleusingen) fue una princesa de la línea de Brandeburgo-Schwedt de la Casa de Hohenzollern y por matrimonio Duquesa de Sajonia-Zeitz.

## Familia
Era la hija del "Gran Elector" Federico Guillermo de Brandeburgo de su segundo matrimonio con Sofía Dorotea de Schleswig-Holstein-Sonderburg-Glücksburg, hija del Duque Felipe de Schleswig-Holstein-Sonderburg-Glücksburg.

## Biografía
En 1709, mientras era duquesa, visitó la Fuente Guillermo, un manantial medicinal en Schleusingen. Promovió el desarrollo de Schleusingen como balneario.
Murió en 1739, a la edad de 68 años, en el castillo en Schleusingen que previamente había servido como sede de los Condes de Henneberg-Schleusingen. Había recibido este castillo como su sede de viuda. A través de su hija, estaba relacionada con la familia del Landgraviato de Hesse y sobre esa base, fue enterrada en la cripta real en Martinskirche, Kassel.

## Matrimonio e hijos
Su primer matrimonio fue el 20 de agosto de 1687 en Potsdam con el Príncipe Carlos de Mecklemburgo-Güstrow, el hijo del Duque Gustavo Adolfo de Mecklemburgo-Güstrow y de Magdalena Sibila de Holstein-Gottorp. Tuvieron un hijo, que nació el 15 de marzo de 1688 y murió posteriormente ese día. Su marido también murió ese día.
Se casó con su segundo marido el 25 de junio de 1689 en Potsdam. Él era el Duque Mauricio Guillermo de Sajonia-Zeitz, el hijo del Duque Mauricio de Sajonia-Zeitz y de Dorotea María de Sajonia-Weimar. Ella lo sobrevivió 21 años. Tuvieron los siguientes hijos:
1. Federico Guillermo (Moritzburg, 26 de marzo de 1690 - Moritzburg, 15 de mayo de 1690).
2. Dorotea Guillermina (Moritzburg, 20 de marzo de 1691 - Kassel, 17 de marzo de 1743), desposó el 27 de septiembre de 1717 al Landgrave Guillermo VIII de Hesse-Kassel.
3. Carolina Amalia (Moritzburg, 24 de mayo de 1693 - Moritzburg, 5 de septiembre de 1694).
4. Sofía Carlota (Moritzburg, 25 de abril de 1695 - Moritzburg, 18 de junio de 1696).
5. Federico Augusto (Moritzburg, 12 de agosto de 1700 - Halle, 17 de febrero de 1710).